# Hirtella guatemalensis
Hirtella guatemalensis är en tvåhjärtbladig växtart som beskrevs av Paul Carpenter Standley. Hirtella guatemalensis ingår i släktet Hirtella och familjen Chrysobalanaceae. Inga underarter finns listade i Catalogue of Life.